# Corrhenodes marmoratus
Corrhenodes marmoratus är en skalbaggsart som beskrevs av Stefan von Breuning 1973. Corrhenodes marmoratus ingår i släktet Corrhenodes och familjen långhorningar. Inga underarter finns listade i Catalogue of Life.